# Brok
Brok là một thị trấn thuộc huyện Ostrowski, tỉnh Mazowieckie ở trung-đông Ba Lan. Thị trấn có diện tích 28 km². Đến ngày 1 tháng 1 năm 2011, dân số của thị trấn là 1892 người và mật độ 67 người/km².